# ジェームズ・アール・ジョーンズ
ジェームズ・アール・ジョーンズ（James Earl Jones、1931年1月17日 - 2024年9月9日）は、アメリカ合衆国の俳優、声優。ミシシッピ州出身。
演技派・個性派の俳優としてシリアスからコメディまで幅広く活躍する一方で、美声の持ち主としても知られ声優も数多くこなす。声優の代表作は『スター・ウォーズシリーズ』のダース・ベイダーの声。

## 来歴
父親のロバート・アール・ジョーンズも俳優。父親はジェームズが生まれる前に家族の元を去り、祖父母に育てられる。子供の頃は吃音がひどく、高校に入るまではほとんど人前で声を発しなかったという。吃音を治すために演技のレッスンを始めた。
ミシガン大学に入学し、予備役将校訓練課程に入る。専攻は当初医学部進学準備課程を志望していたが、朝鮮戦争が起き戦地への派兵が予想される中、好きなことをやりたいと演劇専攻に転向。1953年陸軍少尉に任官。朝鮮戦争参戦の機会はなかったがレンジャースクールも修了し中尉で退役。大学に復学して卒業し、俳優となる。映画デビューは1964年の『博士の異常な愛情 または私は如何にして心配するのを止めて水爆を愛するようになったか』。1969年にはブロードウェイの舞台 The Great White Hopeでトニー賞を受賞。翌年、同作品の映画化『ボクサー』でアカデミー主演男優賞にノミネートされた。
2011年、第84回アカデミー名誉賞を受賞した。
2014年、第1回ボイス・アイコン・アワードを受賞。
2022年のテレビドラマ『オビ=ワン・ケノービ』をもってダース・ベイダーの声を引退した。人工知能が自身の声を再現する同意書に署名している。
2024年9月9日朝、ニューヨーク州ダッチェス郡の自宅で死去。93歳没。

## 主な出演作品

### 映画
| 年   | 日本語題 原題 | 役名                                 | 備考                     |
| ---- | --- | ------------------------------------ | ------------------------ |
| 1964 | 博士の異常な愛情 または私は如何にして心配するのを止めて水爆を愛するようになったか Dr. Strangelove or: How I Learned to Stop Worrying and Love the Bomb | ゾッグ少尉                           |                          |
| 1976 | カリブの嵐 Swashbuckler | ニック                               |                          |
| 1970 | ボクサー The Great White Hope | ジャック・ジェファーソン             |                          |
| 1977 | スター・ウォーズ Star Wars | ダース・ベイダーの声                 | 初公開時はクレジット無し |
| 1977 | エクソシスト2 Exorcist II: The Heretic | コクモ                               |                          |
| 1980 | スター・ウォーズ/帝国の逆襲 The Empire Strikes Back | ダース・ベイダーの声                 | 初公開時はクレジット無し |
| 1981 | 武士道ブレード The Bushido Blade | 捕鯨船の乗組員                       |                          |
| 1982 | コナン・ザ・グレート Conan the Barbarian | タルサ・ドゥーム                     |                          |
| 1983 | スター・ウォーズ/ジェダイの復讐 Return of the Jedi | ダース・ベイダーの声                 |                          |
| 1986 | マイリトルガール きらめきの夏 My Little Girl | ベイリー氏                           |                          |
| 1986 | ミスター・ソウルマン Soul Man | バンクス教授                         |                          |
| 1986 | キング・ソロモンの秘宝2/幻の黄金都市を求めて Allan Quatermain and the Lost City of Gold                                                                | アンソロポガス                       |                          |
| 1987 | メイトワン1920 Matewan | フュー・クローズ・ジョンソン         |                          |
| 1987 | ピノキオ 新しい冒険 Pinocchio and the Emperor of the Night                                                                                             | 大魔王の声                           | アニメ                   |
| 1988 | 星の王子 ニューヨークへ行く Coming to America | ザムンダ国王                         |                          |
| 1989 | 3人の逃亡者 Three Fugitives | デューガン                           |                          |
| 1989 | フィールド・オブ・ドリームス Field of Dreams | テレンス・マン                       |                          |
| 1990 | レッド・オクトーバーを追え! The Hunt for Red October                                                                                                   | ジェームズ・グリーア提督             |                          |
| 1990 | アンビュランス The Ambulance | スペンサー警部補                     |                          |
| 1992 | ラーマーヤナ ラーマ王子伝説 Ramayana: The Legend of Prince Rama                                                                                        | ナレーター                           |                          |
| 1992 | パトリオット・ゲーム Patriot Games | ジェームズ・グリーア提督             |                          |
| 1992 | スニーカーズ Sneakers | バーナード・アボット                 |                          |
| 1993 | サンドロット/僕らがいた夏 The Sandlot | ミスター・マートル                   |                          |
| 1993 | ジャック・サマースビー Sommersby | バリー・コンラッド・アイザックス判事 |                          |
| 1994 | 裸の銃を持つ男 Part 33 1/3 最後の侮辱 The Naked Gun 33⅓: The Final Insult                                                                              | 本人役                               | クレジット無し           |
| 1994 | ライオン・キング The Lion King | ムファサの声                         | アニメ                   |
| 1994 | 今そこにある危機 Clear and Present Danger | ジェームズ・グリーア提督             |                          |
| 1994 | 怒りを我らに The Vernon Johns Story | ヴァーノン・ジョーンズ               | テレビ映画               |
| 1995 | ジェファソン・イン・パリ/若き大統領の恋 Jefferson in Paris                                                                                             | マディソン・ヘミングス               |                          |
| 1995 | 輝きの大地 Cry, the Beloved Country | スティーヴン・クマロ牧師             |                          |
| 1997 | キャスパー:誕生編 Casper: A Spirited Beginning | キボシの声                           | ビデオ映画               |
| 1998 | ライオン・キング2 シンバズ・プライド The Lion King II Simba's Pride                                                                                    | ムファサの声                         | アニメ ビデオ映画        |
| 2005 | ロボッツ Robots | ハードウェアストアのボイスボックス   | アニメ                   |
| 2005 | スター・ウォーズ エピソード3/シスの復讐 Star Wars: Episode III - Revenge of the Sith                                                                   | ダース・ベイダーの声                 | クレジット無し           |
| 2006 | がんばれ!ベンチウォーマーズ The Benchwarmers | ダース・ベイダー人形の声             |                          |
| 2008 | ミート・ザ・ジェンキンズ Welcome Home, Roscoe Jenkins                                                                                                  | RJの父親                             |                          |
| 2014 | 余命90分の男 The Angriest Man in Brooklyn | ルーベン                             |                          |
| 2016 | ローグ・ワン/スター・ウォーズ・ストーリー Rogue One: A Star Wars Story                                                                                 | ダース・ベイダーの声                 |                          |
| 2019 | ライオン・キング The Lion King | ムファサの声                         |                          |
| 2019 | スター・ウォーズ/スカイウォーカーの夜明け Star Wars: The Rise of Skywalker                                                                             | ダース・ベイダーの声                 |                          |
| 2021 | 星の王子 ニューヨークへ行く2 Coming to America 2 | ザムンダ国王                         |                          |

### テレビシリーズ
| 年        | 日本語題 原題                                                    | 役名                                       | 備考                                                  |
| --------- | ---------------------------------------------------------------- | ------------------------------------------ | ----------------------------------------------------- |
| 1979      | ルーツ2 Roots: The Next Generations                              | アレックス・ヘイリー                       | ミニシリーズ 第7話「Part VII (1960-1967)」            |
| 1986      | フェアリーテール・シアター Faerie Tale Theatre                   | ジーニー/ナレーター                        | 第5シーズン第1話「アラジンと魔法のランプ」            |
| 1990-1998 | ザ・シンプソンズ The Simpsons                                    | Moving Man / Serak the Preparer / Narrator | 第2シーズン第3話「ハロウィーン・スペシャル」          |
| 1990-1998 | ザ・シンプソンズ The Simpsons                                    | マギー・シンプソンの声                     | 第5シーズン第5話「ハロウィーン・スペシャルIV」        |
| 1990-1998 | ザ・シンプソンズ The Simpsons                                    | ナレーター                                 | 第9シーズン第15話「小学国連クラブ漂流記」             |
| 1997      | スターゲイト SG-1 Stargate SG-1                                  | ウナスの声                                 | 第1シーズン第10話「雷神トールのハンマー」             |
| 1997      | ホミサイド/殺人捜査課 Homicide: Life on the Street               | フェリックス・ウィルソン                   | 計3話出演                                             |
| 2003-2004 | エバーウッド 遥かなるコロラド Everwood                           | ウィル・クリーブランド                     | 計3話出演                                             |
| 2009      | Dr.HOUSE House M.D.                                              | ディバラ                                   | 第6シーズン第4話「独裁者」                            |
| 2014      | ビッグバン★セオリー/ギークなボクらの恋愛法則 The Big Bang Theory | 本人役                                     | 第7シーズン第14話「ダース・ベイダーと過ごす夜の法則」 |
| 2014-2018 | スター・ウォーズ 反乱者たち Star Wars Rebels                     | ダース・ベイダーの声                       | 計4話出演（内1話はクレジット無し）                    |
| 2022      | オビ＝ワン・ケノービ Obi-Wan Kenobi                              | ダース・ベイダーの声                       |                                                       |

### ゲーム
- キングダム ハーツII（2005年）

### アトラクション
- スター・ツアーズ:ザ・アドベンチャーズ・コンティニュー (2011)